# Jordan 198
O 198 é o modelo da Jordan da temporada de 1998 da Fórmula 1. Condutores: Damon Hill e Ralf Schumacher. 
Hill foi responsável pela primeira vitória da equipe no GP da Bélgica e com R.Schumacher em 2º lugar fazendo a dobradinha. 

## Resultados[1]
(legenda)
| Ano  | Chassi | Motor                    | Pneus | N° | Pilotos         | 1   | 2   | 3   | 4   | 5   | 6   | 7   | 8   | 9   | 10  | 11  | 12  | 13  | 14  | 15  | 16  | Pontos | Posição |  |
| ---- | ------ | ------------------------ | ----- | -- | --------------- | --- | --- | --- | --- | --- | --- | --- | --- | --- | --- | --- | --- | --- | --- | --- | --- | ------ | ------- |  |
|      |        |                          |       |    |                 |     |     |     |     |     |     |     |     |     |     |     |     |     |     |     |     |        |         |  |
|      |        |                          |       |    |                 | AUS | BRA | ARG | SMR | SPA | MON | CAN | FRA | GBR | AUT | GER | HUN | BEL | ITA | LUX | JPN |        |         |  |
| 1998 | 198    | Mugen-Honda MF-301HC V10 | G     | 9  | Damon Hill      | 8   | DSQ | 8   | 10† | Ret | 8   | Ret | Ret | Ret | 7   | 4   | 4   | 1   | 6   | 9   | 4   | 34     | 4º      |  |
| 1998 | 198    | Mugen-Honda MF-301HC V10 | G     | 10 | Ralf Schumacher | Ret | Ret | Ret | 7   | 11  | Ret | Ret | 16  | 6   | 5   | 6   | 9   | 2   | 3   | Ret | Ret | 34     | 4º      |  |

† Completou mais de 90% da distância da corrida.